# Monotes gigantophyllus
Monotes gigantophyllus är en tvåhjärtbladig växtart som beskrevs av Duvign.. Monotes gigantophyllus ingår i släktet Monotes och familjen Dipterocarpaceae. Inga underarter finns listade i Catalogue of Life.